# Martin Klabník
Martin Klabník (* 22. listopadu 1991 v Ilavě) je slovenský obránce, od července 2015 působící v TJ Iskra Borčice.

## Klubová kariéra
Svou fotbalovou kariéru začal v MFK Dubnica, kde prošel všemi mládežnickými kategoriemi. V roce 2010 se propracoval do prvního týmu. V zimním přestupovém období sezony 2012/13 přestoupil do FC Spartak Trnava. S týmem na jaře 2013 bojoval o záchranu, která se vydařila. Po roce odešel na hostování do FC DAC 1904 Dunajská Streda, tehdejšího nováčka nejvyšší soutěže. V létě 2014 se upsal TJ OFC Gabčíkovo. Před ročníkem 2015/16 podepsal smlouvu s tehdejším nováčkem druhé ligy, TJ Iskra Borčice.